# 道氏寄居蟹
道氏寄居蟹（学名：Pagurodofleinia doederleini）为寄居蟹科道氏寄居蟹屬下的一个种。